# Polyptychus mbarikensis
Polyptychus mbarikensis is een vlinder uit de familie pijlstaarten (Sphingidae). De wetenschappelijke naam van deze soort is voor het eerst geldig gepubliceerd in 2005 door Philippe Darge en Robert Minetti.
De soort komt voor in het Afrotropisch gebied.